# Vertrag von Misenum
Der Vertrag von Misenum wurde im Sommer 39 v. Chr. in der Spätphase der römischen Bürgerkriege geschlossen und regelte die Vorherrschaft im westlichen Mittelmeer sowie das Ende der Proskriptionen.

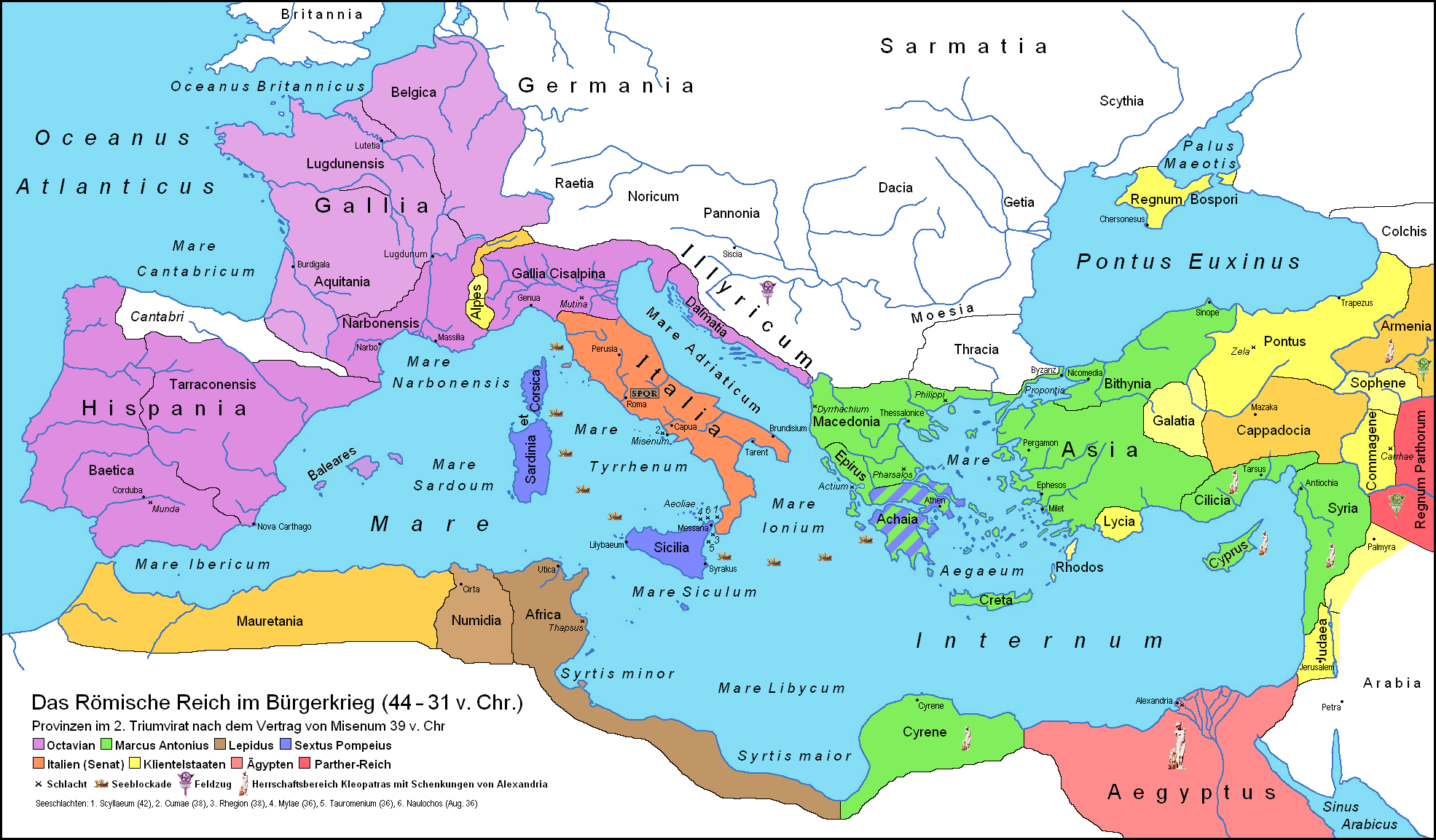
Karte des Römischen Reiches nach dem Vertrag von Misenum
Octavians Machtbereich
Antonius’ Machtbereich
Provinzen des Lepidus
Seereich des Sextus Pompeius
Italien (Senat)
Königreich Ägypten (Kleopatra)
Vasallenstaaten
Parther-Reich

## Vorgeschichte
Knapp zwei Jahre nach der Ermordung Gaius Iulius Caesars an den Iden des März 44 v. Chr. teilten sich die drei bedeutendsten Caesarianer, Octavian (der spätere Kaiser Augustus), Marcus Antonius und Marcus Aemilius Lepidus, gestützt auf eine vertragliche Vereinbarung (Zweites Triumvirat), das römische Reich in Einflusssphären auf. Nach der Niederwerfung der Caesarmörder in der Schlacht bei Philippi (Oktober/November 42 v. Chr.) wurden die Provinzen derart neu verteilt, dass Antonius Gallien und faktisch den ganzen Osten des Reiches bekam, während Octavian Spanien und Marcus Lepidus zwei Provinzen in Nordafrika erhielten. In Sizilien gab es indes mit Sextus Pompeius, dem Sohn des bedeutendsten Caesargegners Gnaeus Pompeius Magnus, noch einen vierten mächtigen Mann, der die Pläne der Triumvirn störte, indem er den von ihnen Proskribierten Zuflucht gewährte. Mit seiner Flotte bedrängte er besonders Octavian und das neutrale, allen Triumvirn zugängliche Italien. Octavian hatte einstweilen nicht die Möglichkeiten, Pompeius die Seeherrschaft streitig zu machen, zumal er sich im Winter 41/40 v. Chr. in den Perusinischen Krieg verwickelt sah, in dem er sich gegen Marcus Antonius’ Gattin Fulvia und seinen Bruder Lucius Antonius durchsetzte.
Als während des Perusinischen Kriegs Iulia, die Mutter des Antonius, aus Italien zu Sextus Pompeius nach Sizilien floh, empfing dieser sie freundlich und gab ihr 40 v. Chr. großartiges Geleit zu ihrem Sohn nach Athen, um eine Übereinkunft vorzuschlagen, die sich wohl in erster Linie gegen den zu mächtig gewordenen Octavian richten sollte. Octavian konterte die Gefahr der Isolation, indem er selbst Mucia Tertia, die Mutter des Pompeius, zu diesem nach Sizilien schickte und Scribonia heiratete, deren Nichte die Gattin des Pompeius war. Letztlich einigten sich Antonius und Octavian im Herbst 40 v. Chr. im Vertrag von Brundisium, in dem Pompeius nicht berücksichtigt wurde. Seine daraufhin verschärfte Seeblockade unterbrach die Getreideversorgung Italiens, was in Rom zu einer Hungersnot führte. Da die Triumvirn auch noch neue Steuern erheben wollten, steigerte sich die Unzufriedenheit weiter und es kam zu Unruhen. Octavian war schließlich auf Drängen des stadtrömischen Volks zum Einlenken gezwungen. Auch Antonius, der kein so gespanntes Verhältnis zu Pompeius hatte wie Octavian, riet zu einer Verständigung.
Auf Vorschlag des Antonius schickte Pompeius seinen Schwiegervater Lucius Scribonius Libo, den Schwager Octavians, zu diesem nach Rom, um eine Einigung auf den Beginn von Verhandlungen zu erzielen. Vielleicht trug auch Mucia zur Vermittlung bei. Bald wurde ein persönliches Treffen von Antonius, Octavian und Pompeius im Frühsommer 39 v. Chr. nahe dem Kap Misenum bei Baiae vereinbart.

## Verhandlungen
Von Aenaria (heute Ischia) kommend segelte Pompeius an Bord eines Sechsruderers mit zahlreichen Schiffen in die Bucht von Puteoli und demonstrierte so seine Seemacht. Die von starken Truppen unterstützten Triumvirn kamen auf dem Landweg zum ausgemachten Treffpunkt. Bei der Konferenz herrschte ein von großem gegenseitigem Misstrauen geprägtes Klima. Laut dem Kriegshistoriker Appian erwartete Pompeius, an Stelle des Lepidus der dritte Mann des Triumvirats zu werden. Franz Miltner glaubt nicht, dass aufgrund der Enttäuschung dieser angeblichen Hoffnung des Pompeius die ersten Verhandlungen scheiterten, sondern an dessen Forderung, auch alle seine proskribierten Anhänger und zu ihm entlaufenen Sklaven zu rehabilitieren. Nach einiger Zeit erzielte man doch eine Übereinkunft, deren Einzelheiten im Vertrag von Misenum besiegelt wurden.

## Vertragsinhalte
In diesem auf fünf Jahre befristeten Abkommen erlangte Pompeius weitreichende Konzessionen. Er wurde in der Herrschaft über die Inseln Sizilien, Sardinien und Korsika bestätigt. Auch alle anderen Inseln, die er schon besaß, durfte er behalten. Ferner sollte er von Antonius laut Appian die Peloponnes erhalten, welche Angabe der Althistoriker Jochen Bleicken für wahrscheinlicher hält als die Behauptung von Cassius Dio, dass Antonius sich verpflichtet habe, die Provinz Achaia, die ganz Griechenland umfasste, abzutreten. Für die Zukunft wurde Pompeius auch das Konsulat gemeinsam mit Octavian in Aussicht gestellt. Dazu erhielt er die Augurenwürde sowie Anspruch auf Erstattung des beschlagnahmten väterlichen Erbes und Belohnung seiner aus dem Militärdienst zu entlassenden Veteranen, sofern sie keine Sklaven waren, in der gleichen Höhe wie jene der Triumvirn. Alle zu ihm geflohenen Sklaven sollten künftig frei sein. Von größter Bedeutung war jedoch der Schlussstrich unter die offene Wunde der Proskriptionen, die Pompeius den Triumvirn abtrotzte: mit Ausnahme der Caesarmörder wurde allen Flüchtlingen die ungehinderte Rückkehr nach Italien erlaubt und eine Entschädigung versprochen. Dabei sollten alle aufgrund ihrer Proskription Geflüchteten ein Viertel ihres früheren Eigentums, die nur aus allgemeiner Furcht Geflohenen sogar ihr gesamtes Hab und Gut (außer dem Hausrat) zurückerhalten. Die Lösung dieser schwierigen Frage erwies sich nach der Schlacht von Actium (31 v. Chr.) auch als wichtige Grundlage für den geordneten Übergang zum Prinzipat, weil dadurch die rechtliche Unsicherheit vermieden wurde, die nach den Proskriptionen Sullas das politische Klima der Republik für Jahrzehnte vergiftet hatte. Im Gegenzug für das große Entgegenkommen der Triumvirn gestand Pompeius zu, alle von ihm eroberten Gebiete des italienischen Festlands zu räumen, ungehinderte Handelsverbindungen zur See nach Italien zuzulassen, die bisher üblichen Getreidemengen nach Rom zu liefern und keinen weiteren entlaufenen Sklaven mehr Unterschlupf zu gewähren.

## Folgen
Die Urkunde des Vertrags von Misenum wurde bei den Vestalinnen hinterlegt. Das sich nach Frieden sehnende Volk bejubelte heftig die Versöhnung. Die Bündnispartner bekräftigten ihren Pakt wie üblich durch die Anbahnung familiärer Bande: Octavian verlobte seinen dreijährigen Neffen Marcus Claudius Marcellus mit Pompeia, einer ebenfalls erst dreijährigen Tochter des Pompeius. Freilich kam es nicht zu einer Heirat zwischen den Jungverlobten.
Bei den sich an den Vertragsabschluss anschließenden gegenseitigen Einladungen zu Gastmählern war das Klima des gegenseitigen Misstrauens noch so groß, dass Leibwächter in der Nähe standen und die Teilnehmer am Festessen versteckte Dolche mit sich führten. Das erste Bankett fand auf dem Flaggschiff des Pompeius statt. Dabei machte der Admiral Menodoros seinem Vorgesetzten Pompeius den Vorschlag, sich durch Kappung der Taue der beiden Triumvirn zu bemächtigen und so die Machtfrage im Handstreich zu entscheiden. Pompeius lehnte einen solchen Treuebruch jedoch unter Hinweis auf seine Ehre ab.
Nach den Versöhnungsfeiern kehrten die meisten Flüchtlinge nach Rom zurück. Die meisten anderen für Pompeius positiven Bestimmungen traten indes nie in Kraft. Bei ihrer Verwirklichung wäre er, wenn auch kein Mitglied des Triumvirats, so doch faktisch ein von diesem unabhängiger und anerkannter vierter Machthaber geworden. Es kam jedoch schon bald nach Vertragsabschluss wieder zu Streitigkeiten, da Antonius die Herausgabe von Achaia verweigerte. Schon im folgenden Jahr flammte der Konflikt mit Octavian wieder auf, der mittlerweile eine eigene Flotte zur Verfügung hatte. Doch erst im Sommer 36 v. Chr. konnte die Flotte des Pompeius von den Schiffen Octavians unter der Führung seines Admirals Marcus Vipsanius Agrippa in einer großen Seeschlacht bei Naulochos an der Nordküste Siziliens vernichtet werden. Pompeius floh in den Osten, wo er im folgenden Jahr auf Befehl des Antonius hingerichtet wurde.

## Hauptquellen
- Appian, Bürgerkriege 5, 69–74
- Cassius Dio, Römische Geschichte 48, 36–38
- Plutarch, Antonius 32